# Al-Markhiya Sports Club
El Al-Markhiya Sports Club (en árabe: نادي المرخية الرياضي) es un club polideportivo catarí de Doha. Fue fundado en 1995 y su equipo de fútbol actualmente juega en la Qatar Stars League, la segunda división del fútbol nacional.

## Historia
Fue fundado en 1995 como Al-Ittifaq Sports Club hasta que en 2004 se renombró como Al-Markhiya Sports Club.
Ha sido extensamente galardonado por ser el equipo de más rápida progresión tras haber ganado 4 de las 5 ligas de Segunda División de Catar en las que ha participado.